# Betleem de Galileea
Betleem de Galileea sau Beit Lehem Haglilit este o așezare în nordul Israelului. Ea este situată în Galileea lângă Kiriat Tivon, la ca. 10 de kilometri nord-vest de Nazaret și 30 de kilometri est de Haifa, teritoriul se află în jurisdicția Consiliului Regional Valea Izreel. În 2006, comunitatea a avut o populație de 651 locuitori.
Ea este menționată în Cartea lui Iosua (19:15), ca așezare a tribului lui Zabulon. Pentru a distinge localitatea de orașul Betleem de lângă Ierusalim, ea a fost inițial cunoscută sub numele de Betleemul lui Zabulon, în timp ce orașul lângă Ierusalim, a fost numit "Betleemul din Iudea" sau ”Betleem Efrata”, conform cărții biblice Mica (5:2).